# Jens Bjørneboe

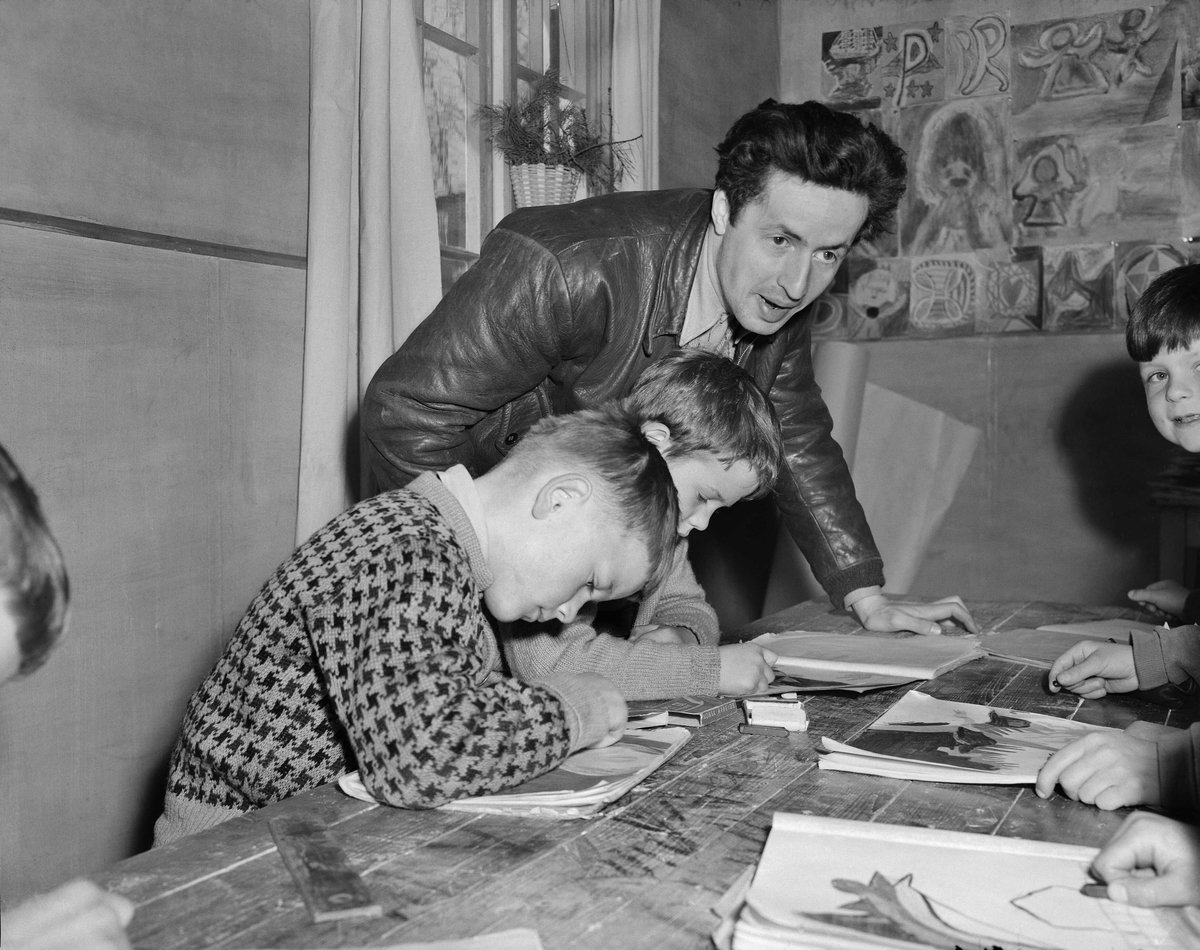
Jens Bjørneboe unterrichtet an der Rudolf Steinerskolen in Oslo, 1952

Jens Ingvald Bjørneboe (* 9. Oktober 1920 in Kristiansand, Norwegen; † 9. Mai 1976 in Veierland bei Tønsberg, Norwegen) war ein bereits zu seinen Lebzeiten stark umstrittener norwegischer Schriftsteller.

## Leben
Jens Bjørneboe, 1920 als jüngstes von drei Kindern eines norwegischen Reeders geboren, litt möglicherweise schon als Kind unter psychischen Störungen. Mit 13 Jahren unternahm er einen ersten Suizidversuch. Nach dem Abitur 1940 begann er eine Ausbildung zum Maler in Oslo, doch 1943 floh er nach Schweden, um dem Arbeitsdienst im von der deutschen Wehrmacht besetzten Norwegen zu entgehen. Unter den Emigranten im neutralen Schweden lernte er die Berlinerin Lisel Funck (1918–2001) kennen, die er 1945 heiratete. Funck war als sogenannte „Halbjüdin“ 1938 aus Deutschland geflüchtet und arbeitete in Stockholm als Fotografin. Das Paar zog nach dem Ende des Zweiten Weltkriegs nach Oslo und Bjørneboe unternahm seine erste Deutschland-Reise.
Nach 1947 wandte Bjørneboe sich dem Schreiben zu. Mit seiner Frau nahm er am Leben der Anthroposophischen Gesellschaft in der norwegischen Hauptstadt teil. 1950 wurde Bjørneboe Klassenlehrer an der Osloer Waldorfschule. 1957 erlitt er einen psychischen Zusammenbruch, beendete seine Lehrertätigkeit und trennte sich von seiner Frau. In den folgenden Jahren führte er eine unstete Existenz. In dieser Zeit hielt er sich vornehmlich in Deutschland und Italien auf. 1959 verbüßte er eine Gefängnisstrafe in Norwegen. Die Ehe mit Lisel Funck wurde 1961 geschieden. Im selben Jahr heiratete Bjørneboe die Schauspielerin Tone Tveteraas. Der Ehe entstammen drei Töchter.
Seit Anfang der 1960er Jahre verband ihn eine Freundschaft mit dem Theatermacher Eugenio Barba, für dessen Theatergruppe Odin Teatret er ihr erstes Stück Ornitofilene schrieb.
Der 1966 erschienene Roman Uten en tråd (Nackt im Hemd) wurde in Norwegen als pornografisch eingestuft und verboten. Bjørneboe und sein Verleger wurden in einem von den Medien stark beachteten Prozess zu Geld- und kurzen Gefängnisstrafen verurteilt. Daraufhin verfasste Bjørneboe eine Fortsetzung, Uden en trævl 2, die er dem Obersten Gerichtshof widmete. Das Buch erschien 1968 in Dänemark.
Jens Bjørneboes Leben war insbesondere in den letzten Jahrzehnten von einem offen ausgetragenen Kampf gegen Depressionen und Alkoholismus geprägt. In dieser Zeit war er in der norwegischen Öffentlichkeit nicht nur wegen seiner gesellschaftskritischen Bücher und Artikel, sondern auch wegen seines Lebenswandels stark präsent. Der Autor beendete sein Leben 1976 durch Suizid. 
Bjørneboe war bisexuell und hatte das bereits in einigen seiner Werke angedeutet, bevor er sich nach der Veröffentlichung von Stillheten endgültig dazu bekannte. Bjørneboe führte eine Beziehung mit dem dreißig Jahre jüngeren Schriftsteller Gudmund Vindland, der drei Jahre nach Bjørneboes Tod den Roman Villskudd (1979; dt. Der Irrläufer, 1983) veröffentlichte. Dieser handelt von der homosexuellen Beziehung zwischen den Alter Egos Bjørneboes und Vindlands. Bjørneboes Familie und der Schriftstellerverband versuchten vergeblich, die Veröffentlichung zu verhindern. Das Buch wurde ein großer Erfolg und verkaufte sich gut.

## Leistungen
Seine sozialkritischen Bücher sind stark geprägt von der vermeintlich immerwährenden Existenz des Bösen. Sie schildern etwa die Unmenschlichkeit der nationalsozialistischen Rassenhygiene oder die unwürdigen Zustände in norwegischen Gefängnissen. 

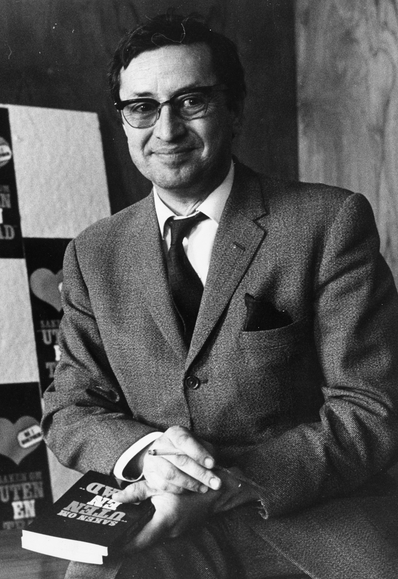
Jens Bjørneboe (1967)

Als einer der großen Romane der norwegischen Literatur nach dem Zweiten Weltkrieg gilt sein 1966 veröffentlichter Roman Frihetens øyeblikk (Der Augenblick der Freiheit). Hauptfigur des Bildungsromans ist ein namenloser Justizbeamter und Schriftsteller, der in einem fiktiven Fürstentum in den Alpen versucht, seine Vergangenheit zu rekonstruieren. Diese weist Parallelen zu Bjørneboes eigener Biographie auf. 1969 erschien die Fortsetzung Kruttårnet (Der Pulverturm), die in einer psychiatrischen Anstalt spielt. Den Kern des Romans bilden drei Vorträge über Grausamkeiten, die von dem Chefarzt sowie einem ehemaligen Henker gehalten werden. 1973 folgte mit Stillheten (Stille. Ein Anti-Roman oder Das absolut letzte Protokoll) eine weitere Fortsetzung. Handlungsort ist Afrika, wo der dem Alkoholismus verfallene Erzähler Gespräche mit Einheimischen sowie historischen Figuren wie Maximilian Robespierre führt.
Diese Trilogie, die nach einem fiktiven Werk der Hauptperson Geschichte der Bestialität genannt wurde, gilt als Bjørneboes Hauptwerk. Der Autor befasst sich in ihr mit der Geschichte des Bösen und des Leidens, stellt Bezüge zu historischen Ereignissen wie Kolonialismus, Nationalsozialismus und Vietnamkrieg her und kritisiert so die westliche Welt. Der dritte Teil der Trilogie, Stillheten, wurde mit dem Kritikerpreis und dem Doblougpreis ausgezeichnet, erhielt jedoch – wie schon Kruttårnet zuvor – auch negative Kritiken.

## Werke (auf Deutsch)
- Jonas und das Fräulein (Jonas, 1955). Skulima, Heidelberg 1958. Neuauflage: Jonas. Freies Geistesleben, Stuttgart 1993
- Viel Glück Tonnie (Den onde hyrde, 1960). Hinstorff, Rostock 1965
- Die Vogelfreunde (Fugleelskerne, 1966). Merlin, Gifkendorf 1967
- Der Augenblick der Freiheit (Frihetens øyeblikk, 1966). Merlin, Hamburg 1968; 3. Auflage 1995, ISBN 3-926112-52-2
- Ehe der Hahn kräht (Før hanen galer, 1952). Merlin, Hamburg 1969
- Nackt im Hemd (Uten en tråd, 1966/67). Merlin, Hamburg 1970. Taschenbuch: Rowohlt (rororo 4378), Reinbek 1979
- Der Pulverturm (Kruttårnet, 1969). Merlin, Gifkendorf 1995, ISBN 3-87536-139-3
- Nackt im Hemd II (Uten en tråd II.) Merlin, Hamburg 1971
- Stille. Ein Anti-Roman oder Das absolut letzte Protokoll (Stillheten, 1973), Trotzdem. Grafenau 1993, ISBN 3-922209-41-6
- Haie. Die Geschichte eines Schiffsunterganges (Haiene, Oslo 1974). Merlin, Gifkendorf 1984; 2. Auflage 2003, ISBN 3-87536-237-3
- Wider den Bevormundermenschen. Aufsätze und Pamphlete zu Kultur und Politik. Eingeleitet von Karlheinz Deschner, Trotzdem, Reutlingen 1980
- Der Mensch ist unsichtbar. Anstiftung zu Verrat und Freiheit. Pforte, Dornach 2007, ISBN 3-85636-192-8

## Theaterstücke (meist nur in Norwegisch und Englisch)
- Many Happy Returns (Til lykke med dagen, 1965)
- Die Vogelfreunde (Fugleelskerne, 1966)
- Semmelweis (1968)
- Amputation (Amputasjon, 1970)
- The Torgersen Case (Tilfellet Torgersen, 1972)
- Blue Jeans (Dongery, 1976)